# Hiromichi Shinohara
Hiromichi Shinohara (篠原 弘道?, Shinohara Hiromichi; Stazione di Suzumenomiya, 15 agosto 1913 – Lago Mohorehi, 27 agosto 1939) è stato un aviatore e militare giapponese, famoso asso dell'aviazione da caccia del Dai-Nippon Teikoku Rikugun Kōkū Hombu, il servizio aeronautico dell'Esercito imperiale giapponese, durante le Guerre di confine sovietico-giapponesi. È accreditato dell'abbattimento di 58 velivoli nemici in solo tre mesi di combattimento.

## Biografia

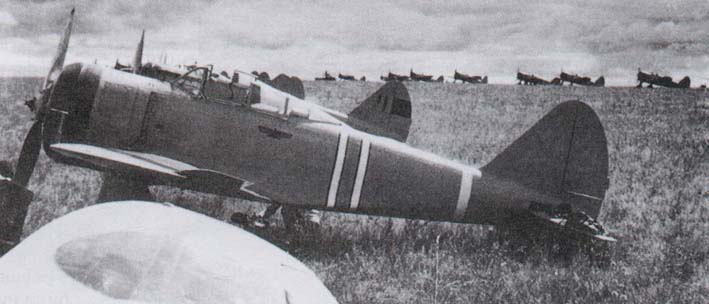
Un caccia Nakajima Ki-27 usato durante la battaglia di Khalkhin Gol.

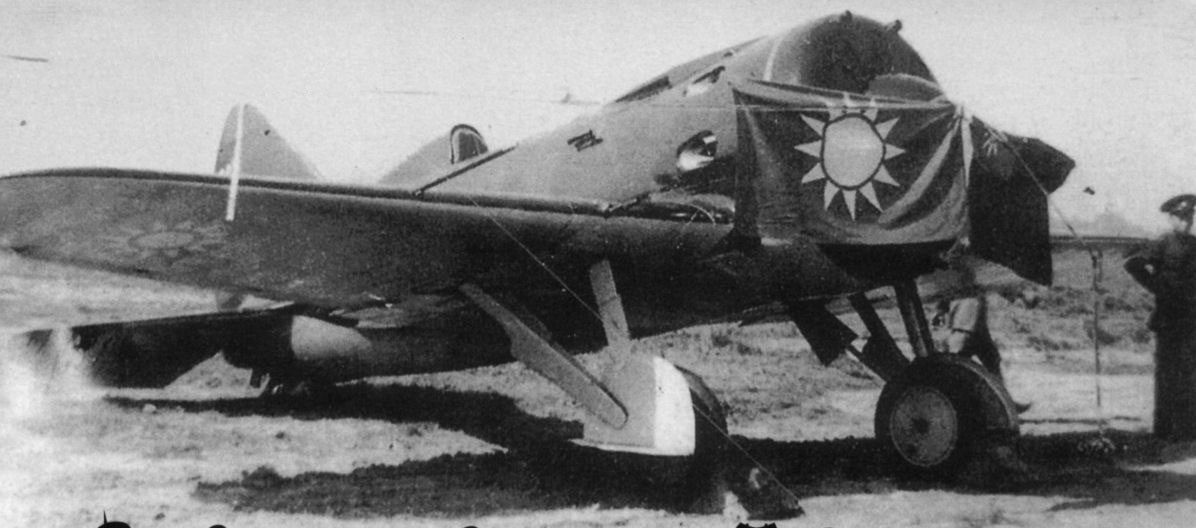
Un caccia Polikarpov I-16 usato a Khalkhin Gol, qui con le insegne dell'aviazione cinese.

Nacque il 1 agosto 1913 presso la stazione di Suzumenomiya, vicino a Utsunomiya nella prefettura di Tochigi. Dopo aver terminato gli studi formali iniziò il servizio militare, arruolandosi nell'esercito imperiale giapponese, assegnato nel 1931 al 27º Reggimento di cavalleria dell'armata del Kwantung. In forza a quel reparto partecipò all'invasione giapponese della Manciuria e fu coinvolto nella campagna di Jiangqiao nell'aprile 1932. Successivamente prese parte alle missioni di protezione ai coloni giapponesi, continuamente minacciati dal banditi cinesi.
Appassionatosi all'aviazione, nel giugno 1933 fu mandato alla Scuola di volo dell'esercito di Tokorozawa (Tokorozawa Rikugun Koku Seibi Gakkō), dove ottenne il brevetto di pilota militare nel gennaio 1934. Fu quindi mandato, con il grado di caporale, a prestare servizio nel 1° Chutai dell'11° Sentai, di stanza ad Harbin, nel Manchukuo (attuale Manciuria). Alla fine del 1938 aveva scalato i gradi militari fino ad ottenere la promozione a maresciallo. Aveva 25 anni, e sei anni di esperienza come pilota, quando avvenne l'incidente di Nomonhan nel maggio 1939.
Il 10 di quel mese truppe di cavalleria della Mongolia sconfinarono in territorio giapponese, venendo subito ricacciate oltre confine dalla cavalleria del Manchukuo. La cavalleria mongola ripassò il confine più volte nei giorni successivi, provocando quindi l'intervento dell'armata del Kwantung che entrò in territorio mongolo. A difesa dell'alleato intervennero, in base al patto di reciproca difesa stilato nel 1936 e su ordine diretto di Stalin, le truppe dell'Armata Rossa, e il conflitto crebbe subito di intensità.
Durante la sua prima missione di combattimento, il 27 maggio 1939, volando a bordo di un caccia Nakajima Ki-27 egli abbatté quattro caccia sovietici Polikarpov I-16. In quelle 24 ore divenne un asso dell'aviazione, ottenendo altre sei vittorie a spese di un aereo da ricognizione Polikarpov R-Z e cinque caccia biplani Polikarpov I-15. Nessun altro pilota nella storia dell'aviazione ha ottenuto 10 vittorie durante il suo primo giorno di combattimento. Da quel momento in poi le sue vittorie continuarono a crescere, culminando il 27 giugno nel record dell'aviazione militare imperiale giapponese, quando ottenne undici vittorie in un solo giorno durante una battaglia aerea su Tamsak-Bulak.
Continuò a combattere fino al 27 agosto quando, dopo aver rivendicato tre vittorie a spese di altrettanti Polikarpov I-16 durante una missione di scorta a dei bombardieri, il suo aereo fu colpito da un altro I-16 e cadde in fiamme nel lago Mohorehi, a dieci chilometri a sud del lago Abdara. Alla data della morte aveva raggiunto le 58 vittorie, ottenute in solo tre mesi di combattimenti, tanto da meritarsi il soprannome di Il Richthofen dell'Oriente.  Fu promosso postumo al rango di sottotenente.

### Fonti
1. 1 2 3 4 5 6 7 8 9 10 11 12  Sakaida 1997, p. 16.
2. ↑  Sakaida 1997, p. 88.
3. ↑  Hata, Izawa, Shores 2012, p. 266.
4. 1 2 3 4  Hata, Izawa, Shores 2012, p. 254.
5. ↑  Sakaida 1997, p. 8.
6. ↑  Wieliczko, Szeremeta 2004, p. 37.
7. ↑  Sakaida 1997, p. 17.
8. ↑  Hata, Izawa, Shores 2012, p. 255.
9. ↑  Wieliczko, Szeremeta 2004, p. 35.